# مائودی
مادی یا ماوْدی (به انگلیسی: Maudie) یک فیلم سینمایی درام وبیوگرافی به کارگردانی آیزلینگ والش با بازی سالی هاوکینز و ایثن هاک که محصول سال ۲۰۱۶ مشترک سینمای ایرلند و کانادا است که در مورد هنر فولکلور و زندگی ماد لوئیس می‌باشد.
این فیلم در نیوفاندلند و لابرادور فیلمبرداری شده‌است که نیاز به بازسازی خانه کوچک معروف لوئیس داشت.

## خلاصه داستان
یک زن هنرمند اهل نوا اسکوشیا که مبتلا به بیماری آرتروز است بعنوان خدمتکار در خانه‌ها کار می‌کند. زمانی که او در خانه یک مرد ماهیگیر مشغول به کار می‌شود، عشق و علاقه فزاینده ای میان این دو شکل می‌گیرد و…

## فیلمبرداری

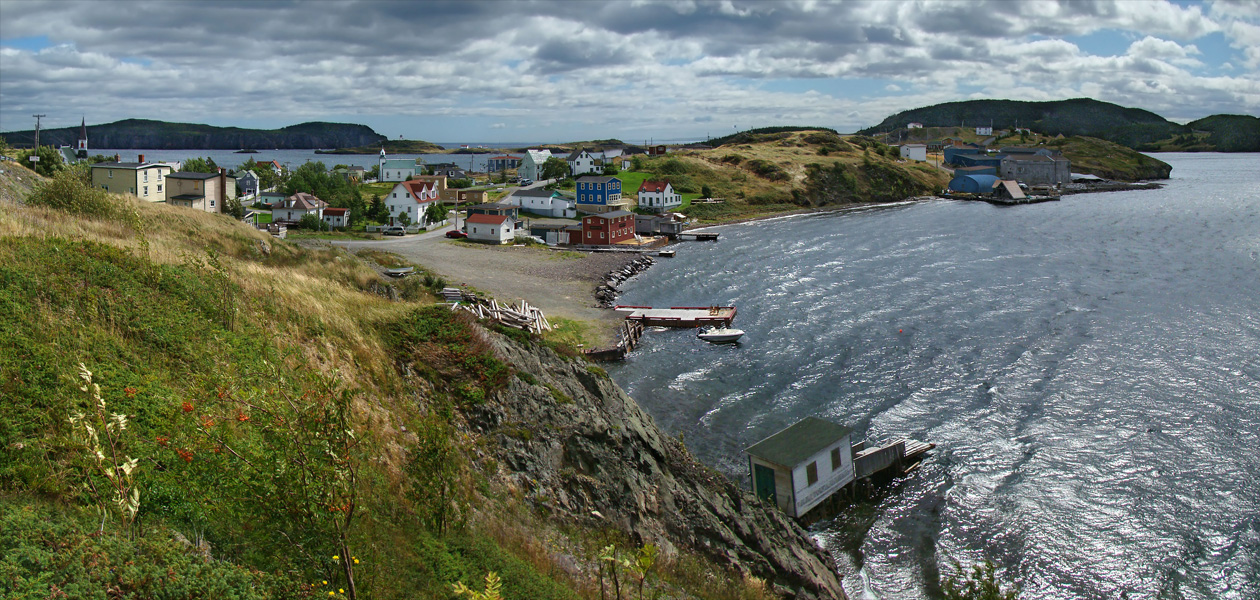
از خلیج ترینیتی، نیوفاندلند و لابرادور به عنوان مکان فیلمبرداری استفاده شد.

فیلم در پاییز ۲۰۱۵ در مناطق اطراف سنت جان، نیوفاندلند و لابرادور فیلمبرداری شد. والش احساس کرد چشم‌انداز کیلز و خلیج ترینیتی یادآور منطقه دیگبی در دهه‌های ۱۹۳۰ و ۱۹۴۰ است.